# Псевдосаркоптоз
Псевдосаркоптоз, или зудневая чесотка животных, или псевдочесотка (лат. pseudosarcoptosis) — акариаз человека, вызванный чесоточными клещами, паразитирующими на животных. Характеризуется зудом и образованием на коже папуло-везикулярной сыпи и волдырей.

## Этиология и эпидемиология
Возбудитель — обычно мелкие клещи Sarcoptes scabiei canis, паразитирующие на собаках, реже — клещи кошек, лошадей, овец, коз, крыс, кур, голубей.
У собак паразиты вызывают появление покрасневших образований на коже, чешуек, зуд, облысение.
Поражения обычно обнаруживаются в области ушей, локтевых суставов, на вентральной поверхности живота и в области коленного сустава. При прогрессировании заболевания поражается вся поверхность тела. Могут образоваться гнойники, свищи. Среди осложнений также инфицирование, ороговение и пигментация пораженных участков кожи (см. Саркоптоз).
Кроме чесоточного зудня собак, человек может заражаться чесоточными клещами свиней — Sarcoptes scabiei suis, рогатого скота и буйволов — S. s. bubulus, овец — S. s. ovus, коз — S. s. caprae, лошадей — S. s. equi, кроликов — S. s. cuniculi, верблюдов — S. s. dromedarii.
Заражение человека происходит при попадании клещей на кожу при контакте с больным домашними животным, а при охоте — дикими (лисы, волки, койоты). Наиболее часто человек заражается от собак, особенно дети. Иногда происходят вспышки псевдосаркоптоза. От человека к человеку заболевание не передается. У животноводов, наездников псевдосаркоптоз нередко становится профессиональным заболеванием.
В человеческой коже эти клещи не образуют ходов и не откладывают яиц. В соскобах кожи не бывает яиц, личинок, нимф.

## Клиническая картина и патогенез
Инкубационный период составляет от несколько часов до 2 суток, так как клещи не проникают в эпидермис, а только кусают кожу, вызывая сильный зуд. На местах укусов обычно образуются более крупные, чем при типичной чесотке, ярко-красные папулы, волдыри, везикулы, расчёсы и кровянистые корочки. Резко выражен воспалительный компонент. Локализация высыпаний соответствует тем участкам кожи, к которым прикасались больные животные или птицы. Иногда возникает экзематизация и пиодермия.
Особенностью псевдосаркоптоза является то, что он может быть вызван только личинками клеща, которые проникают, как и в случае чесоточного клеща, в волосяные мешочки и под ороговевшие чешуйки эпидермиса, где проходят метаморфоз. Скрытого периода при псевдосаркоптозе практически нет, так как попавшая на кожу личинка сразу вызывает реакцию организма в виде ограниченного участка воспаления — образуются папула и покраснение в зоне поражения. Заболевание локализуется, в основном, на открытых участках кожи, а не только там, где роговой слой эпидермиса наиболее толстый, как в случае чесотки. Личинки, прошедшие метаморфоз в организме человека (стадии половозрелой особи они достигают редко), не способны к дальнейшему паразитированию, они удаляются с поверхности кожи и погибают.
Описан случай тяжёлого поражения по типу норвежской чесотки (см. Чесотка) у девочки с симптомом Тернера (хромосомное заболевание), заражение которой произошло от собаки клещами Sarcoptes scabiei canis. От неё заражали собак, но у людей наблюдался только псевдосаркоптоз.

## Лечение и прогноз
Прогноз благоприятный. Возможно самоизлечение после прекращения контакта с больными животными, а также при частом мытье.
Лечение: болезнь чаще всего не требует лечения, так как проходит самостоятельно. Можно применить противочесоточные средства.